# Eden Kane
Eden Kane (* 29. März 1940 als Richard Graham Sarstedt in Delhi, Britisch-Indien) ist ein britischer Sänger.

## Leben
Sarstedt wurde in der damaligen britischen Kolonie Indien als Sohn englischer Kolonialbeamter geboren. Infolge der indischen Unabhängigkeit zog erst der Vater und dann die Mutter mit ihm und seinen zwei Brüdern 1954 nach England. Bevor die Familie England erreicht hatte, starb Richards Vater.
Kane wurde zu Beginn der 1960er Jahre, noch deutlich vor seinen Brüdern Peter und Robin Sarstedt, zu einem Idol der Teenager. Mit seiner ersten Single Well I Ask You erreichte er im Juni 1961 die Spitze der britischen Charts. Vier weitere Top-Ten-Hits folgten zwischen 1961 und 1964.
In den 1970er Jahren versuchte er, gemeinsam mit seinen Brüdern eine Karriere aufzubauen, jedoch ohne kommerziellen Erfolg. Danach zog Kane in die USA und lebt heute in Los Angeles, wo er noch immer Konzerte gibt.
2001 spielte er in der letzten Episode der Fernsehserie Star Trek: Raumschiff Voyager einen Admiral der Sternenflotte.